# Trynidad i Tobago na Letnich Igrzyskach Olimpijskich Młodzieży 2010
Trynidad i Tobago na Letnich Igrzyskach Olimpijskich Młodzieży 2010 w Singapurze reprezentowało 26 sportowców w 3 dyscyplinach.

## Lekkoatletyka
Chłopcy
- Ayodele Taffe – bieg na 100 m – 14. miejsce w finale
- Darvin Sandy – bieg na 200 m – 10. miejsce w finale

Dziewczęta
- Kernesha Spann – bieg na 400 m – 14. miejsce w finale
- Gabriela Cumberbatch – bieg na 400 m przez płotki – 7. miejsce w finale

## Piłka nożna
Drużyna dziewcząt – 5. miejsce
- Lebrisca Phillip
- Tonietta Phillip
- Abigail Jacob
- Corinna Sequea (C)
- Adeka Spence
- Shanyce Harding
- Darian Diaz
- Shari Thomas
- Shanisa Camejo
- Marlique Asson
- Brittaney Prescott
- Kerrecia Simon
- Shanicar Diamond
- Daydra James
- Shenice Garcia
- Jonelle Warrick
- Anique Walker
- Sheniec David

## Pływanie
Chłopcy
- Cadell Lyons
  - 50 m. st. dowolnym – 16. miejsce w półfinale
  - 50 m. st. motylkowym – 5. miejsce w finale
  - 100 m. st. motylkowym – 13. miejsce w półfinale
- Christian Homer
  - 50 m st. grzbietowym –  złoty medal
  - 100 m st. grzbietowym – 23. miejsce w kwalifikacjach

Dziewczęta
- Kimberlee John-Williams
  - 100 m. st. dowolnym – 36. miejsce w kwalifikacjach
  - 200 m. st. dowolnym – 36. miejsce w kwalifikacjach
- Khadeja Phillip
  - 50 m. st. motylkowym – 17. miejsce w kwalifikacjach
  - 100 m. st. motylkowym – 28. miejsce w kwalifikacjach